# Melanismo industrial
El melanismo industrial es un proceso observado en muchas especies de lepidópteros de zonas urbanas por el que las alas adquieren una tonalidad oscura. En particular, el melanismo industrial de la Biston betularia de Charles Darwin ha sido muy importante en el desarrollo de la genética de poblaciones y de la evolución en general, considerándose uno de los mejores ejemplos de cambio por selección natural.

## El Melanismo Industrial de laBiston betulariacomo ejemplo de selección natural

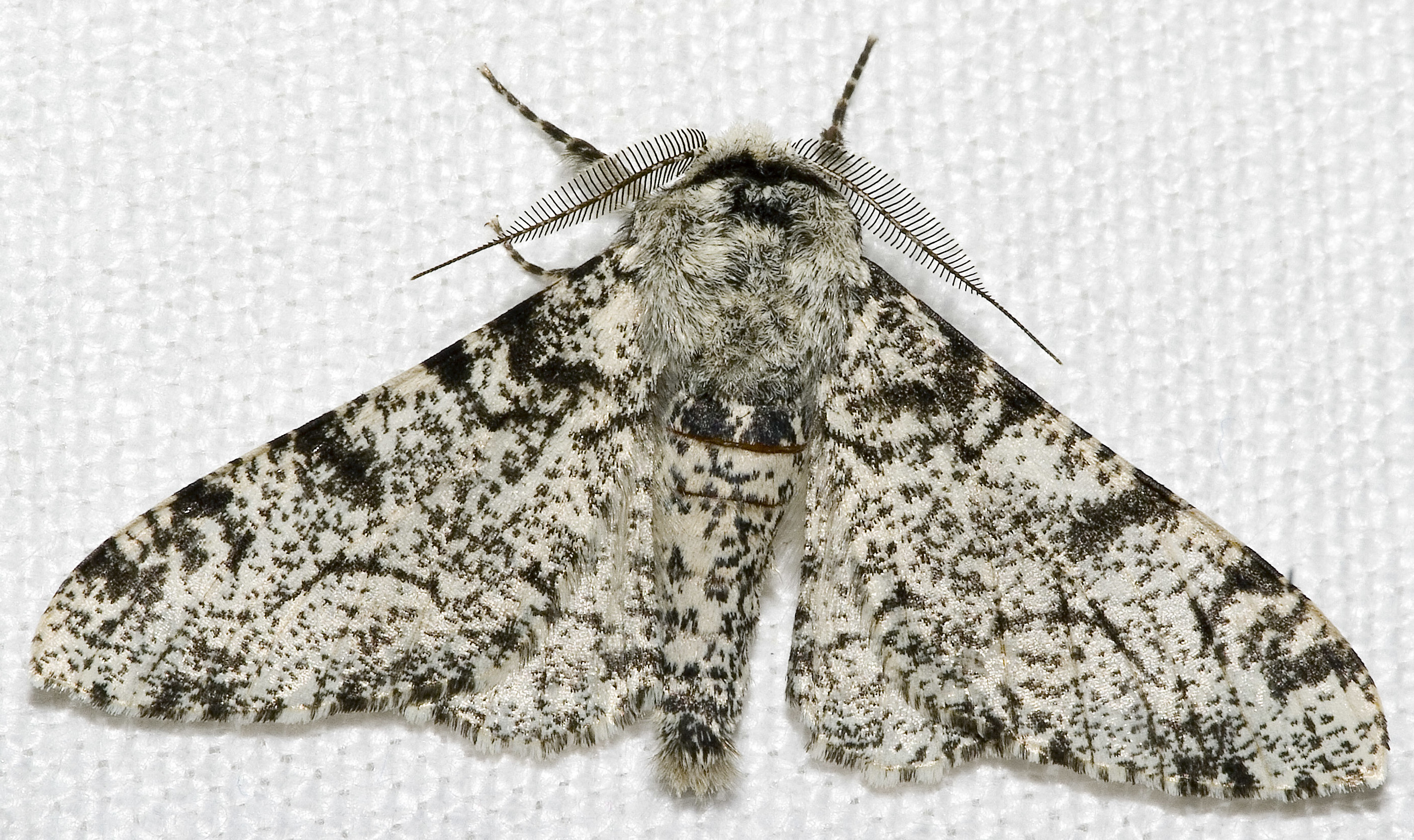
Biston betularia f. típica

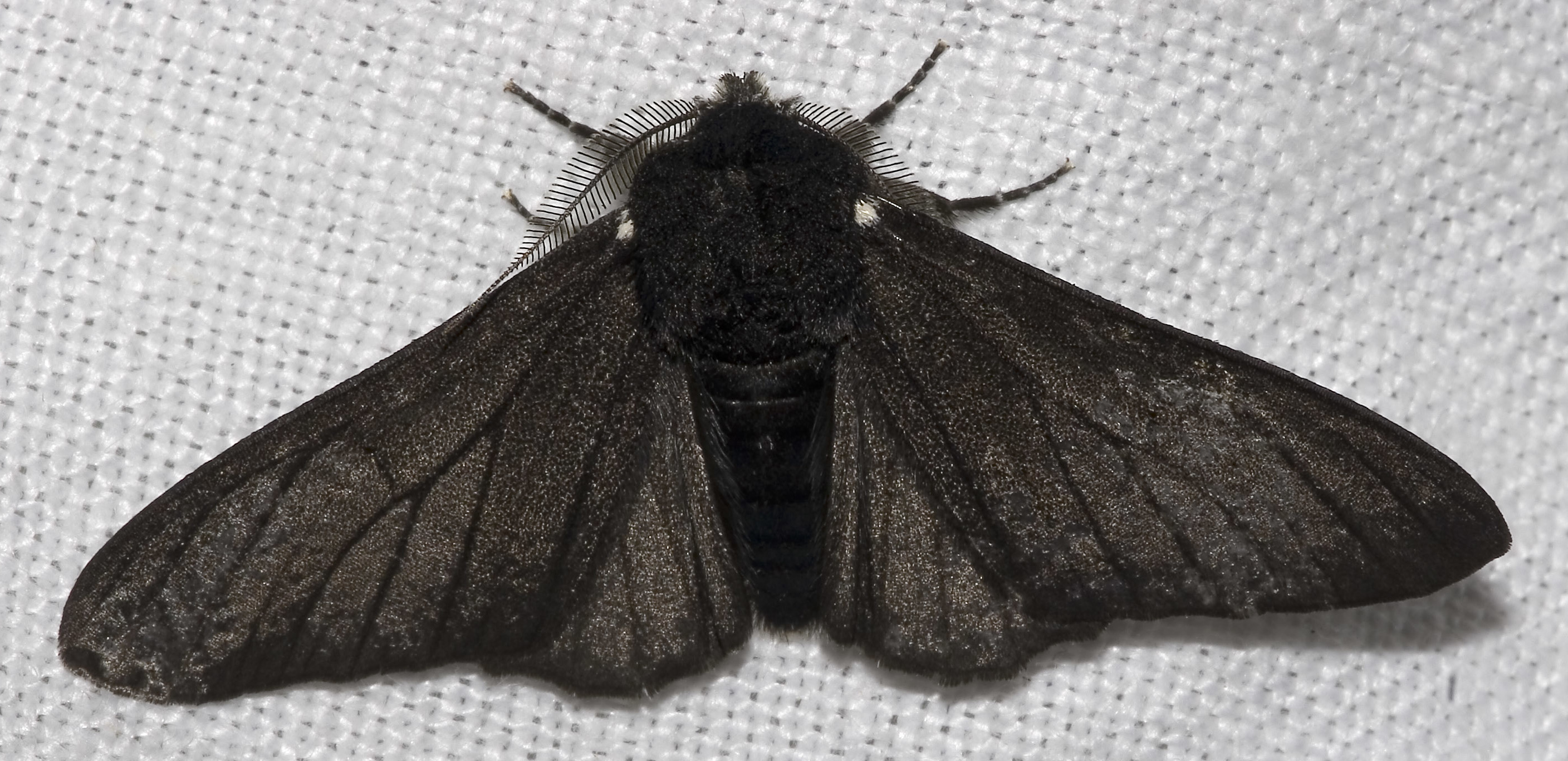
Biston betularia f. carbonaria

Charles Darwin, uno de los más grandes biólogos de la historia, fue el descubridor de la selección natural.
El Biston betularia, o mariposa del abedul, es un lepidóptero nocturno que durante el día descansa en las ramas o troncos de los árboles cubiertos de líquenes de color grisáceo, de manera que el color blanco sucio de sus alas contribuye a que sean confundidas con ellos.
A partir de mediados del siglo XIX comenzaron a observarse cada vez más ejemplares de color oscuro , que fueron denominados carbonarias, para distinguirlos de la forma típica. En 1848 se descubría el primer ejemplar cerca de Mánchester y en 1898 el 95% de todas las mariposas de abedul eran de la variedad carbonaria. 
El británico Bernard Kettlewell partió de la hipótesis de que ya antes del proceso de industrialización existían formas melánicas, como atestiguan antiguas colecciones de mariposas. Sin embargo, los ejemplares de color negro que existían antes de la revolución industrial destacaban tanto sobre el fondo claro de los abedules que rápidamente eran devorados por los pájaros, por lo que el gen responsable no podía imponerse en la población. Pero con el aumento de la contaminación en los centros industriales británicos y el oscurecimiento de la corteza de los abedules, eran las mariposas claras las que destacaban sobre el fondo y eran devoradas.
Para probar la interpretación darwinista de este fenómeno, se realizaron varios experimentos: 
- Se alimentó a orugas de mariposas claras con hojas contaminadas de hollín y otros residuos industriales. Las mariposas seguían siendo claras, lo que probó que no era el alimento lo que provocaba el cambio.
- Se realizaron cruzamientos que demostraron que la herencia seguía una lógica mendeliana.
- Se marcaron con pintura mariposas típicas y carbonarías en proporción 3:1, y se liberaron en un bosque contaminado de hollín. Al cabo de unos días, se obtuvo una mariposa clara y seis oscuras. Por otro lado, en un bosque no contaminado, se soltaron ambos tipos de variedades marcadas en proporción 1:1; resultando dos blancas y una negra.
- Los experimentos realizados probaron que el cambio se debía a la contaminación emitida por las industrias.